# همستر خاکستری
 هامستر خاکستری (نام علمی: Cricetulus migratorius) نام یک گونه از زیرخانواده همستر است.